# 에런 애슈모어
에런 애슈모어(Aaron Ashmore, 1979년 10월 7일 ~ )는 캐나다의 배우이다.

## 출연 작품
- 22 체이서: 분노의 질주 (2019)
- 메이드 포 머더 (2015)
- 리그레션 (2015)
- 서비튜드 (2011)
- 컨셉션 (2011, Conception)
- 프린지 3 (2010)
- 더 쉬라인 (2010)
- Fear Island (2009)
- 더 소우 - 해빙 (2009)
- Run the Wild Fields (2000)
- 이중 생활 (2001, The Familiar Stranger)
- The Safety of Objects (2001)
- A Christmas Visitor (2002)
- 스컬스 2 (2002, The Skulls II)
- The Pentagon Papers (2003)
- A Separate Peace (2004)
- My Brother's Keeper (2004)
- Brave New Girl (2004)
- 스톤 엔젤 (2007, The Stone Angel)
- Palo Alto (2007)
- 크리스마스 별장 (2008)

### 텔레비전
- 베로니카 마스 (2004-6)
- Missing (2005-06)
- 스몰빌 (2006-09, 2011)
- 인 플레인 사이트 (2010-12)
- 웨어하우스 13 (2011-14)
- 킬조이스 (2015)